# Oecetis reticulata
Oecetis reticulata är en nattsländeart som beskrevs av Douglas E. Kimmins 1957. Oecetis reticulata ingår i släktet Oecetis och familjen långhornssländor. Inga underarter finns listade i Catalogue of Life.